# Pařížský aerosalon

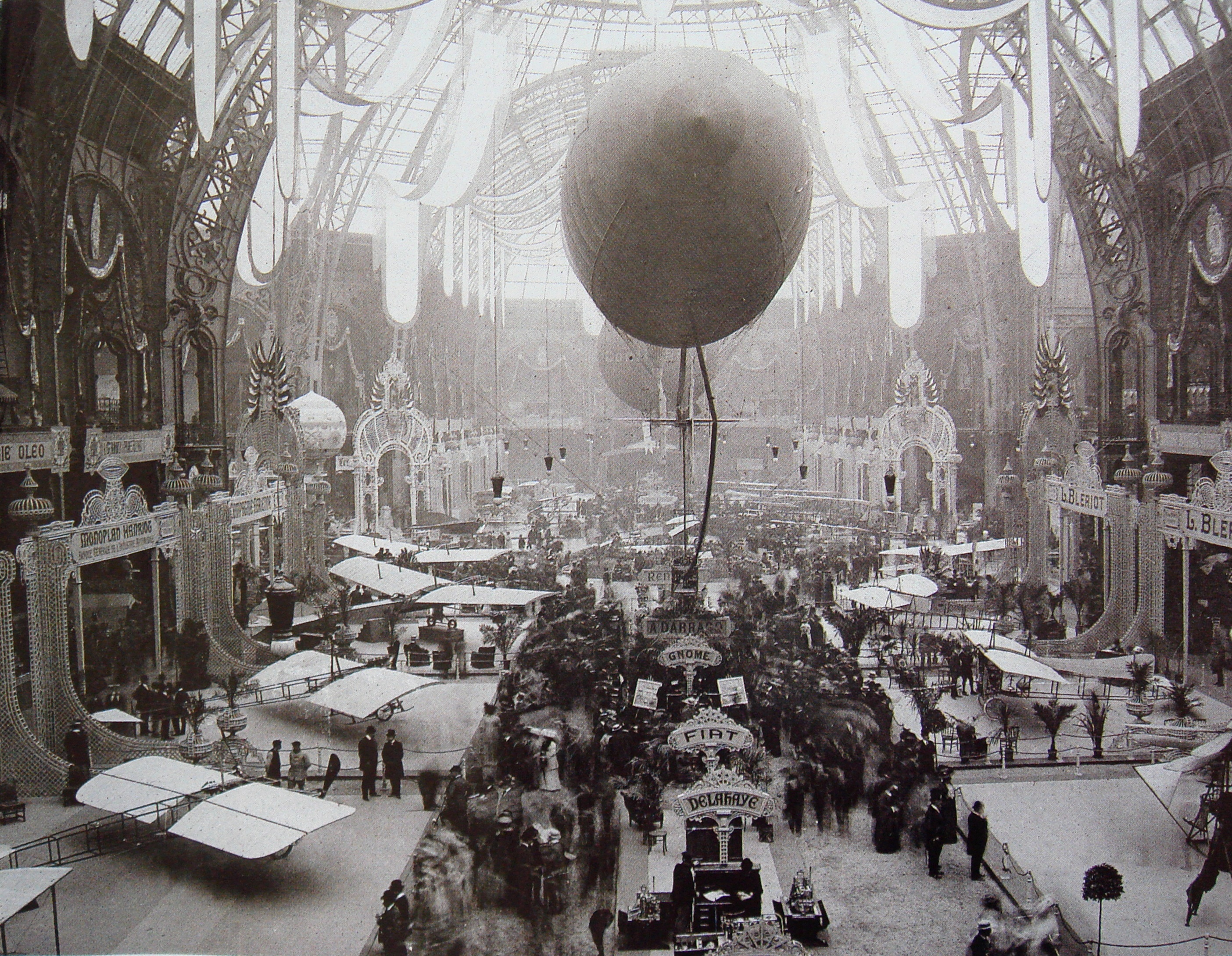
Salon de la locomotion aérienne, 1909, Grand Palais, Paříž

Pařížský aerosalon (Salon international de l'aéronautique et de l'espace) je mezinárodní letecká přehlídka pořádaná každý lichý rok na pařížském letišti Le Bourget. Jedná se o jednu z největších leteckých show na světě. Aerosalon funguje jako komerční akce, pořádá ho sdružení Groupement des Industries Françaises Aéronautiques et Spatiales (GIFAS).

## Historie
Historie aerosalonu sahá do roku 1908, kdy se na Pařížském autosalonu objevila sekce vyhrazená letadlům, v roce 1909 se už konala samostatná akce.
V letech 1910 a 1911 na druhém a třetím pařížském aerosalonu získal ocenění vynález holubí fotografie německého vynálezce Julia Neubronnera.